# Vitry-aux-Loges
Pour les articles homonymes, voir Vitry.
Vitry-aux-Loges est une commune française, située dans le département Loiret en région Centre-Val de Loire.

## Géographie

### Localisation
La commune de Vitry-aux-Loges se trouve dans le centre du département du Loiret, dans la région agricole de l'Orléanais et l'aire urbaine d'Orléans.  À vol d'oiseau, elle se situe à 27,1 km  d'Orléans, préfecture du département, et à 9,0 km de Châteauneuf-sur-Loire, ancien chef-lieu du canton dont dépendait la commune avant mars 2015. La commune fait partie du bassin de vie de Châteauneuf-sur-Loire.
Les communes les plus proches sont : Seichebrières (3,2 km), Combreux (3,3 km), Sury-aux-Bois (6,3 km), Ingrannes (6,9 km), Sully-la-Chapelle (7,4 km), Châteauneuf-sur-Loire (9 km), Saint-Martin-d'Abbat (9,3 km), Nesploy (9,3 km), Fay-aux-Loges (9,4 km) et Châtenoy (10 km).

### Paysages
Vitry-aux-Loges est située entre deux massifs de la forêt d'Orléans : ceux de Lorris et d'Ingrannes.
Le canal d'Orléans traverse le sud du village.

### Géologie et relief

#### Géologie
La commune se situe dans le sud du Bassin parisien, le plus grand des trois bassins sédimentaires français. Cette vaste dépression, occupée dans le passé par des mers peu profondes et des lacs, a été comblée, au fur et à mesure que son socle s’affaissait, par des sables et des argiles, issus de l’érosion des reliefs alentours, ainsi que des calcaires d’origine biologique, formant ainsi une succession de couches géologiques.
Les couches affleurantes sur le territoire communal sont constituées de formations superficielles du Quaternaire et de roches sédimentaires datant du Cénozoïque, l'ère géologique la plus récente sur l'échelle des temps géologiques, débutant il y a 66 millions d'années. La formation la plus ancienne est des marnes et calcaires de l'Orléanais remontant à l’époque Miocène de la période Néogène. La formation la plus récente est des dépôts anthropiques remontant à l’époque Holocène de la période Quaternaire. Le descriptif de ces couches est détaillé dans  la feuille « n°364 - Bellegarde-du-Loiret » de la carte géologique au 1/50 000ème du département du Loiret, et sa notice associée.

Carte géologique de la commune.

|  | X :  | dépôts anthropiques                                               |
|  | Fz : | alluvions récentes des lits mineurs, Holocène                     |
|  | FC : | alluvions et colluvions du fond des vallées secondaires, Holocène |

|  | m3-p1SASo : | sables et argiles de Sologne, Langhien supérieur à Pliocène inférieur |
|  | m2MSO :     | marnes et sables de l'Orléanais, Burdigalien                          |
|  | m2MCO :     | marnes et calcaires de l'Orléanais, Burdigalien                       |

#### Relief
La superficie cadastrale de la commune publiée par l’Insee, qui sert de références dans toutes les statistiques, est de 44,06 km2,. La superficie géographique, issue de la BD Topo, composante du Référentiel à grande échelle produit par l'IGN, est quant à elle de 43,94 km2. Son relief est relativement plat puisque la dénivelée maximale atteint 31 mètres. L'altitude du territoire varie entre 107 m et 138 m.

### Hydrographie

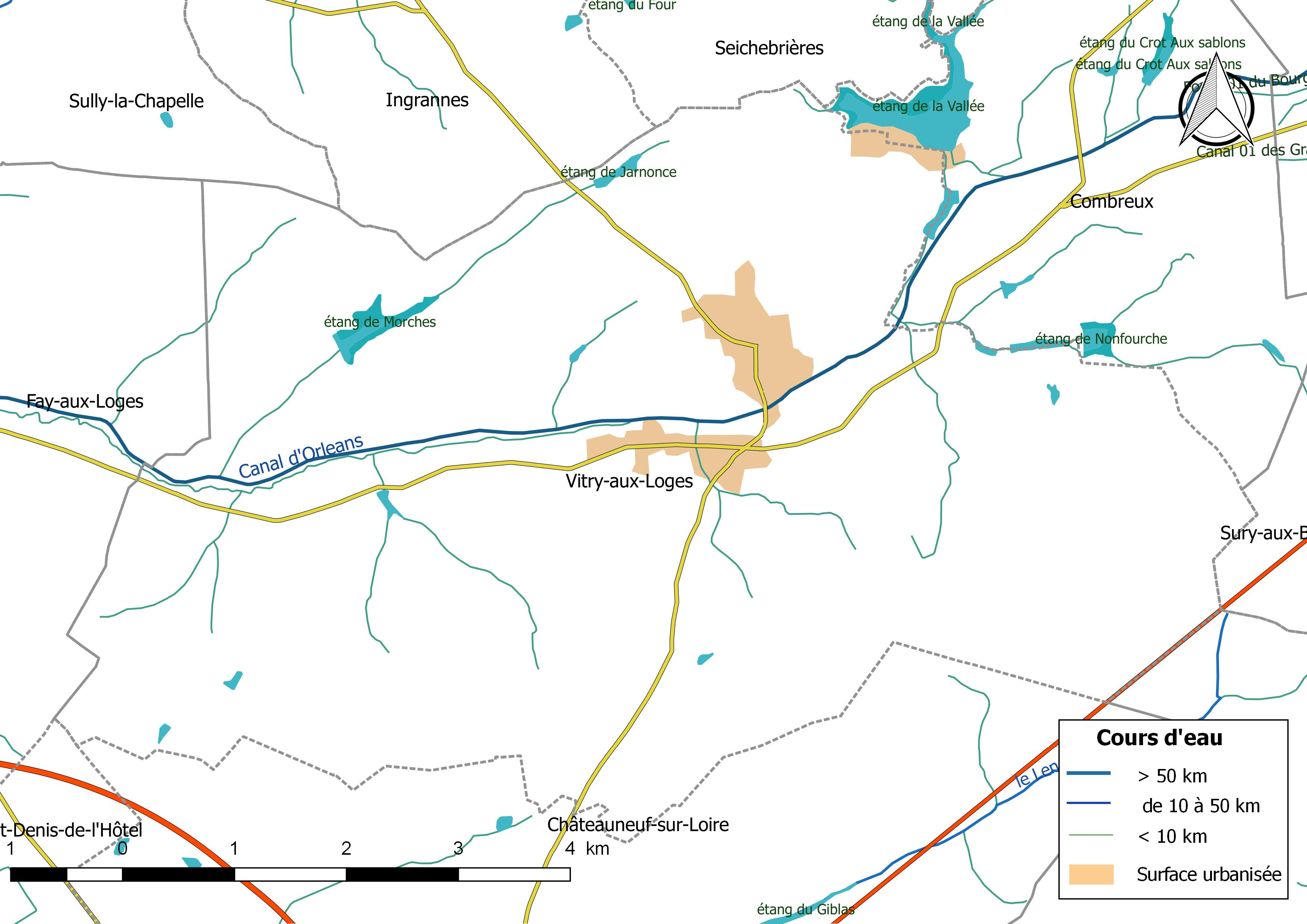
Réseau hydrographique de Vitry-aux-Loges.

La commune est traversée par le Canal d'Orléans (7,068 km). Le réseau hydrographique communal, d'une longueur totale de 33,35 km, comprend également divers petits cours d'eau dont l'Oussance (4,66 km).
Le canal d’Orléans court sur 78,65 kilomètres entre Orléans, où il débouche dans la Loire et Châlette-sur-Loing, où il rejoint le canal du Loing et le canal de Briare au niveau du bief de Buges. La commune de Vitry-aux-Loges est traversée par le bief de Vitry-aux-Loges (1 340 m), le bief de la Chênetière (3 200 m) et le bief du Gué Girault (2 300 m). Le canal est en plein essor de 1692 à 1793. De 1 500 à 2 000 bateaux remontent chaque année la Loire depuis Nantes pour gagner Paris. Mais avec la concurrence du rail, le trafic diminue puis disparaît complètement au début du 20e siècle. Le canal est déclassé en 1954 des voies navigables et entre dans le domaine privé de l’État. Des promenades dans un bateau pouvant accueillir une centaine de places sont aujourd'hui proposées entre le port d'attache de Pont-aux-Moines et Combleux en aval.
Deux étangs complètent le réseau hydrographique : les étangs de Jarnonce (environ 3,74 ha) et de Morches, tous deux constituant une ZNIEFF.

### Climat
Pour des articles plus généraux, voir Climat du Centre-Val de Loire et Climat du Loiret.
En 2010, le climat de la commune est de type climat océanique dégradé des plaines du Centre et du Nord, selon une étude du CNRS s'appuyant sur une série de données couvrant la période 1971-2000. En 2020, Météo-France publie une typologie des climats de la France métropolitaine dans laquelle la commune est exposée à un climat océanique altéré et est dans la région climatique Moyenne vallée de la Loire, caractérisée par une bonne insolation (1 850 h/an) et un été peu pluvieux.
Pour la période 1971-2000, la température annuelle moyenne est de 10,9 °C, avec une amplitude thermique annuelle de 15,1 °C. Le cumul annuel moyen de précipitations est de 688 mm, avec 11 jours de précipitations en janvier et 7,2 jours en juillet. Pour la période 1991-2020, la température moyenne annuelle observée sur la station météorologique de Météo-France la plus proche, sur la commune de Loury à 15 km à vol d'oiseau, est de 11,8 °C et le cumul annuel moyen de précipitations est de 757,1 mm,. Pour l'avenir, les paramètres climatiques de la commune estimés pour 2050 selon différents scénarios d'émission de gaz à effet de serre sont consultables sur un site dédié publié par Météo-France en novembre 2022.

### Milieux naturels et biodiversité

#### Zones Natura 2000
Le réseau Natura 2000 est un réseau écologique européen de sites naturels d’intérêt écologique élaboré à partir des Directives «Habitats » et «Oiseaux ». Ce réseau est constitué de Zones spéciales de conservation (ZSC) et de Zones de protection spéciale (ZPS). Dans les zones de ce réseau, les États membres s'engagent à maintenir dans un état de conservation favorable les types d'habitats et d'espèces concernés, par le biais de mesures réglementaires, administratives ou contractuelles. L'objectif est de promouvoir une gestion adaptée des habitats tout en tenant compte des exigences économiques, sociales et culturelles, ainsi que des particularités régionales et locales de chaque État Membre. les activités humaines ne sont pas interdites, dès lors que celles-ci ne remettent pas en cause significativement l’état de conservation favorable des habitats et des espèces concernés,.
Les sites Natura 2000 présents sur le territoire communal de Vitry-aux-Loges sont les suivants :
| Numéro    | Type                                     | Nom                           | Arrêté de classement | Localisation                                                   |
| --------- | ---------------------------------------- | ----------------------------- | -------------------- | -------------------------------------------------------------- |
| FR2410018 | ZPS (directive "Oiseaux")                | Forêt d’Orléans               | 23 décembre 2003     | Dans les parties nord et sud-est de la commune.                |
| FR2400524 | SIC (directive "Habitats, faune, flore") | Forêt d’Orléans et périphérie | 20 août 2014         | Un noyau est localisé dans la partie nord-ouest de la commune. |

Le site de la « forêt d'Orléans » s'étend du nord-est de l'agglomération orléanaise jusqu'aux portes de Gien, suivant un arc de cercle d'une soixantaine de kilomètres de long et d'une largeur variant de 2 à 15 km environ. Cet ensemble forestier quasi continu est majoritairement domanial. La forêt domaniale est constituée de trois massifs distincts, de l'ouest vers l'est, les massifs d'Orléans, Ingrannes et Lorris, en périphérie desquels se trouvent d'autres parcelles forestières. La surface globale des trois massifs domaniaux est de 34 500 hectares. D'une surface totale de 32 177 ha, le site est constitué de deux grandes entités couvrant la presque intégralité des massifs forestiers domaniaux d'Ingrannes et de Lorris. Ces deux grandes entités englobent également d'autres parcelles forestières, ainsi que des étangs, en périphérie, de même que la grande « clairière » de Sully-la-Chapelle, Ingrannes et Seichebrières incluse dans le massif d'Ingrannes. Ce site présente un grand intérêt ornithologique notamment avec la nidification du balbuzard pêcheur, de l'aigle botté, du circaète Jean-le-Blanc, de la bondrée apivore, du busard Saint-Martin, de l'engoulevent d'Europe, des pics noir, mar et cendré, de l'alouette lulu et de la fauvette pitchou. Les étangs constituent par ailleurs des sites d'étape migratoire importants pour différentes espèces.
Le site de la « forêt d'Orléans et périphérie » d'une surface totale de 2 226,40 ha, est morcelé en 38 entités. Celles-ci, de tailles variables (de 0,9 à 347 ha), sont disséminées sur les 3 massifs et leurs périphéries. Au cours de la réalisation du document d'objectifs, à la suite des inventaires de terrain, l'absence d'habitat ou habitat d'espèce d'intérêt communautaire dans certaines entités a conduit à la proposition de leur suppression (13 entités concernées, pour une surface totale de 207,90 ha).  L'intérêt du site réside dans la qualité des zones humides (étangs, tourbières, marais, mares), la grande richesse floristique, avec un intérêt élevé pour les bryophytes, les lichens et les champignons. 17 habitats naturels d’intérêt communautaire sont répertoriés sur le site qui présente aussi un intérêt faunistique, notamment l’avifaune, les chiroptères, les amphibiens et les insectes. Ce site présente une faible vulnérabilité dans les conditions actuelles de gestion ; il s’agit en effet de parcelles de forêt domaniale dont la gestion actuelle n’induit pas de contraintes particulières pour les espèces citées. Certaines comme le balbuzard pêcheur font l’objet d’une surveillance. D’autres espèces justifieraient un suivi, comme le sonneur à ventre jaune, l’aigle botté, la pie-grièche écorcheur.

Sélection de représentants de l'avifaune de la zone Natura 2000 « Forêt d'Orléans».
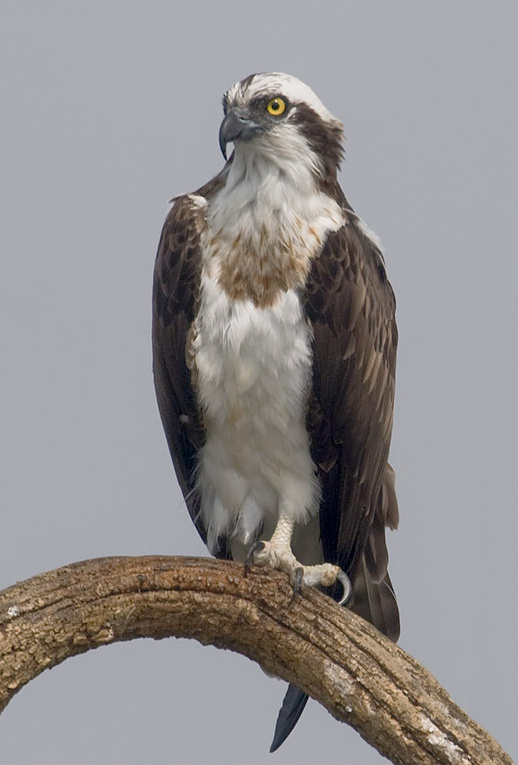
Balbuzard pêcheur
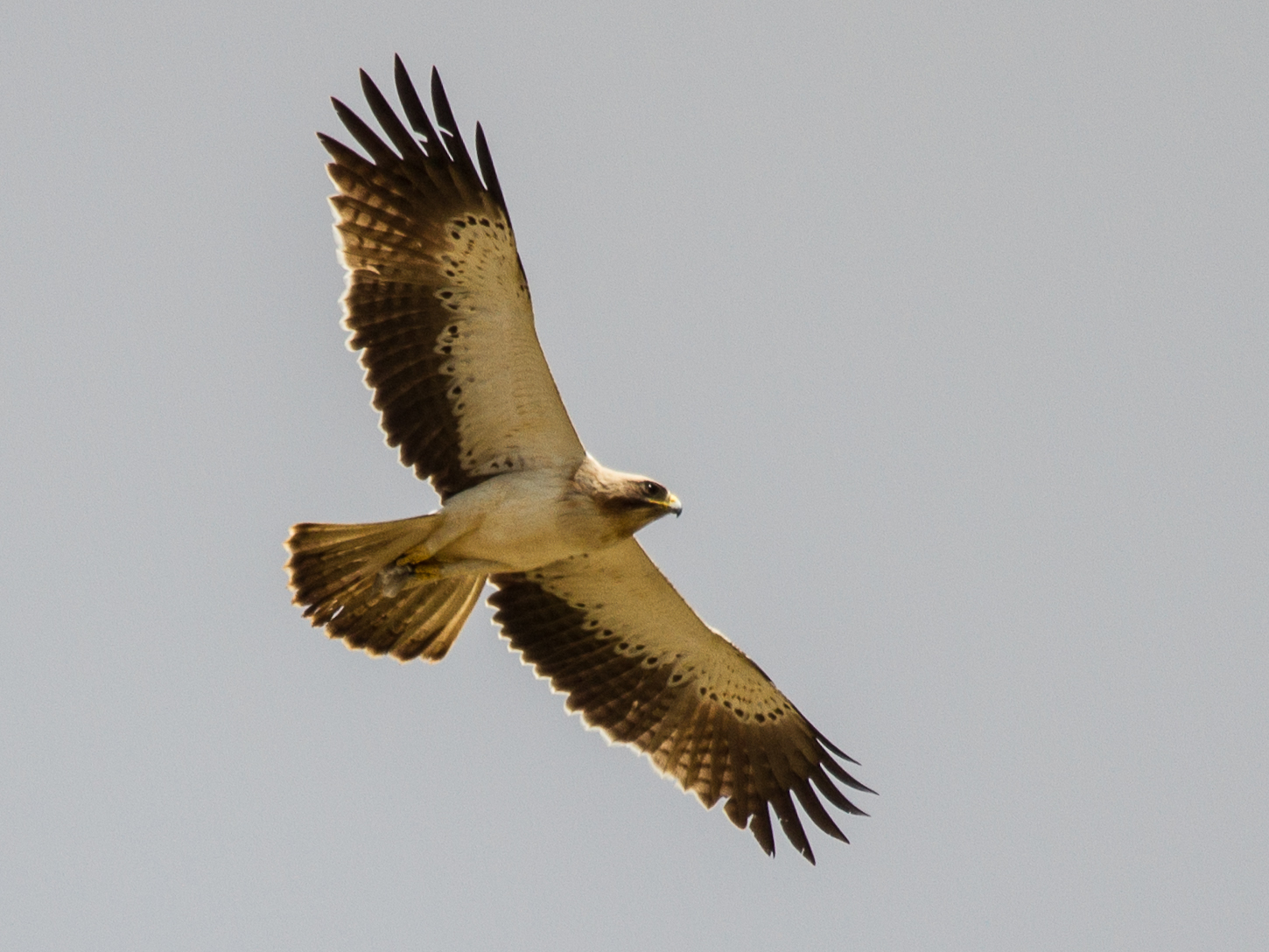
Aigle botté en vol
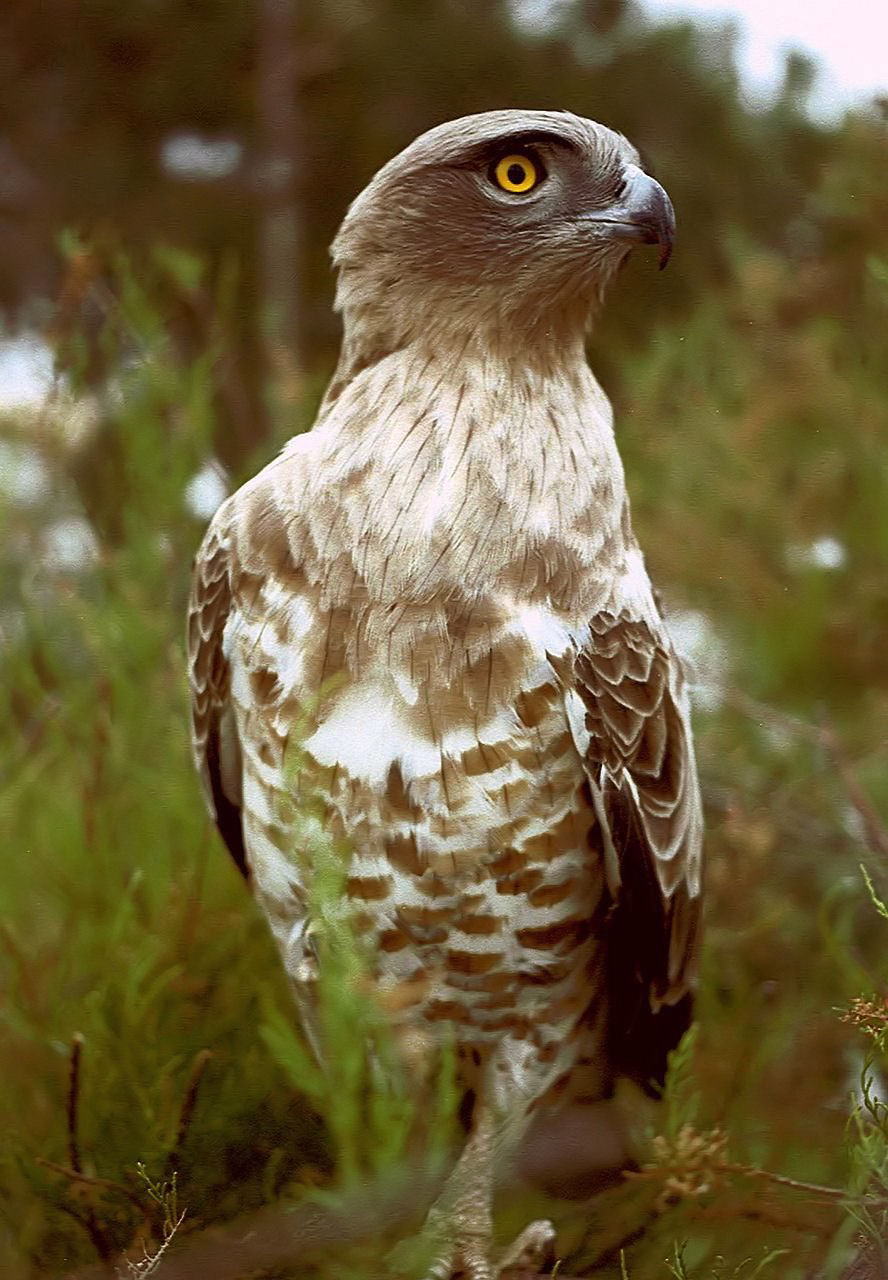
Circaète Jean-le-Blanc,
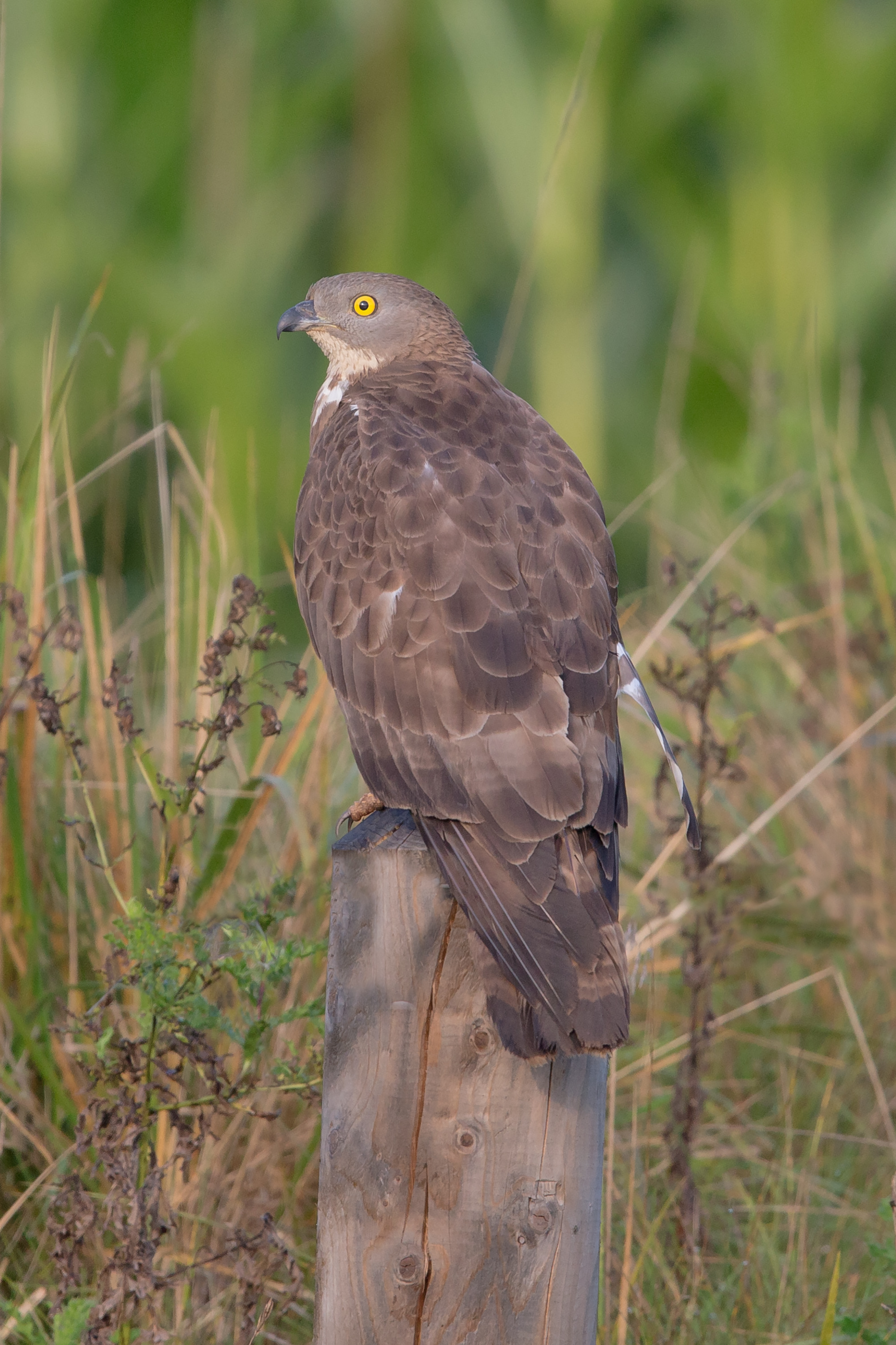
Bondrée apivore
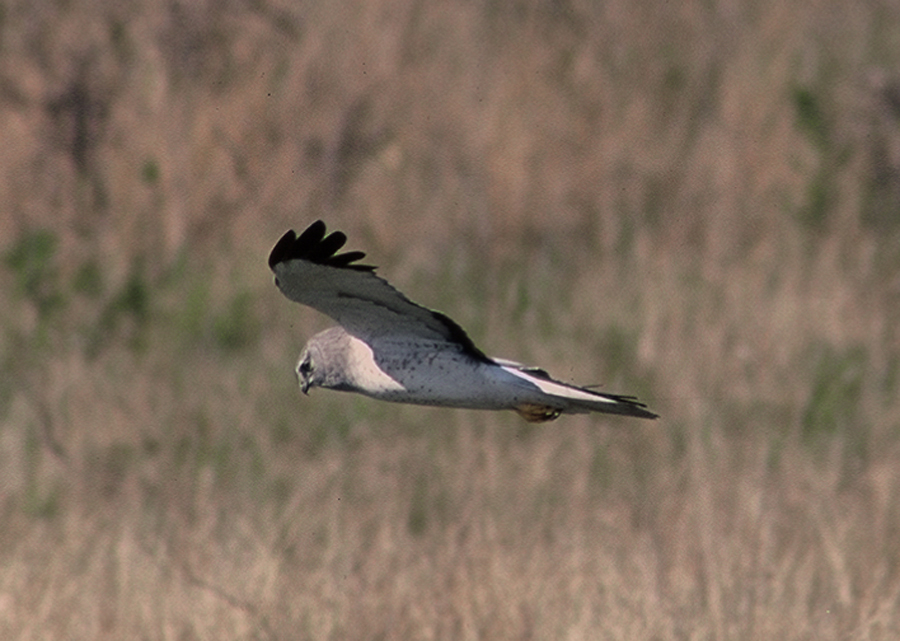
Busard Saint-Martin
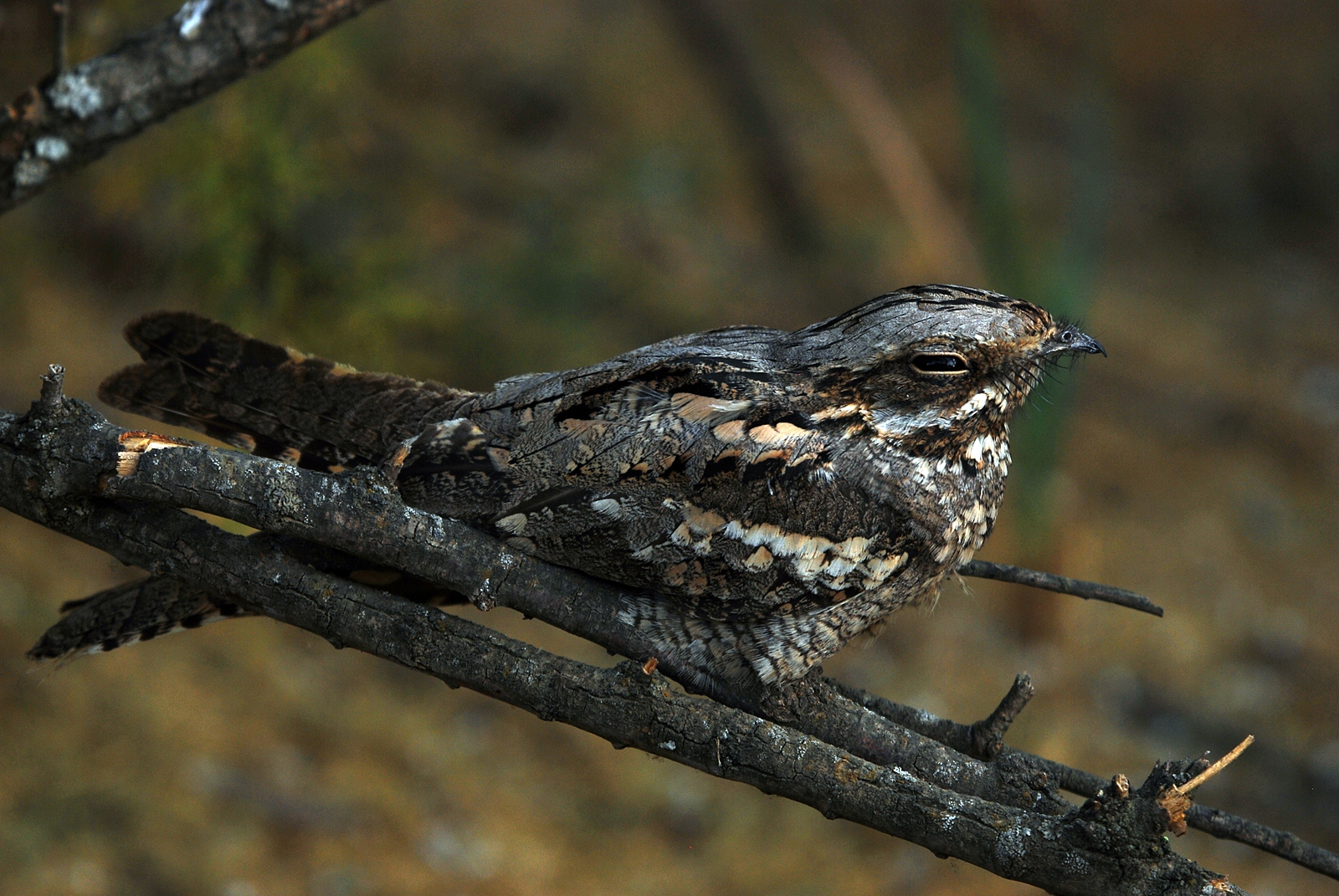
Engoulevent d'Europe
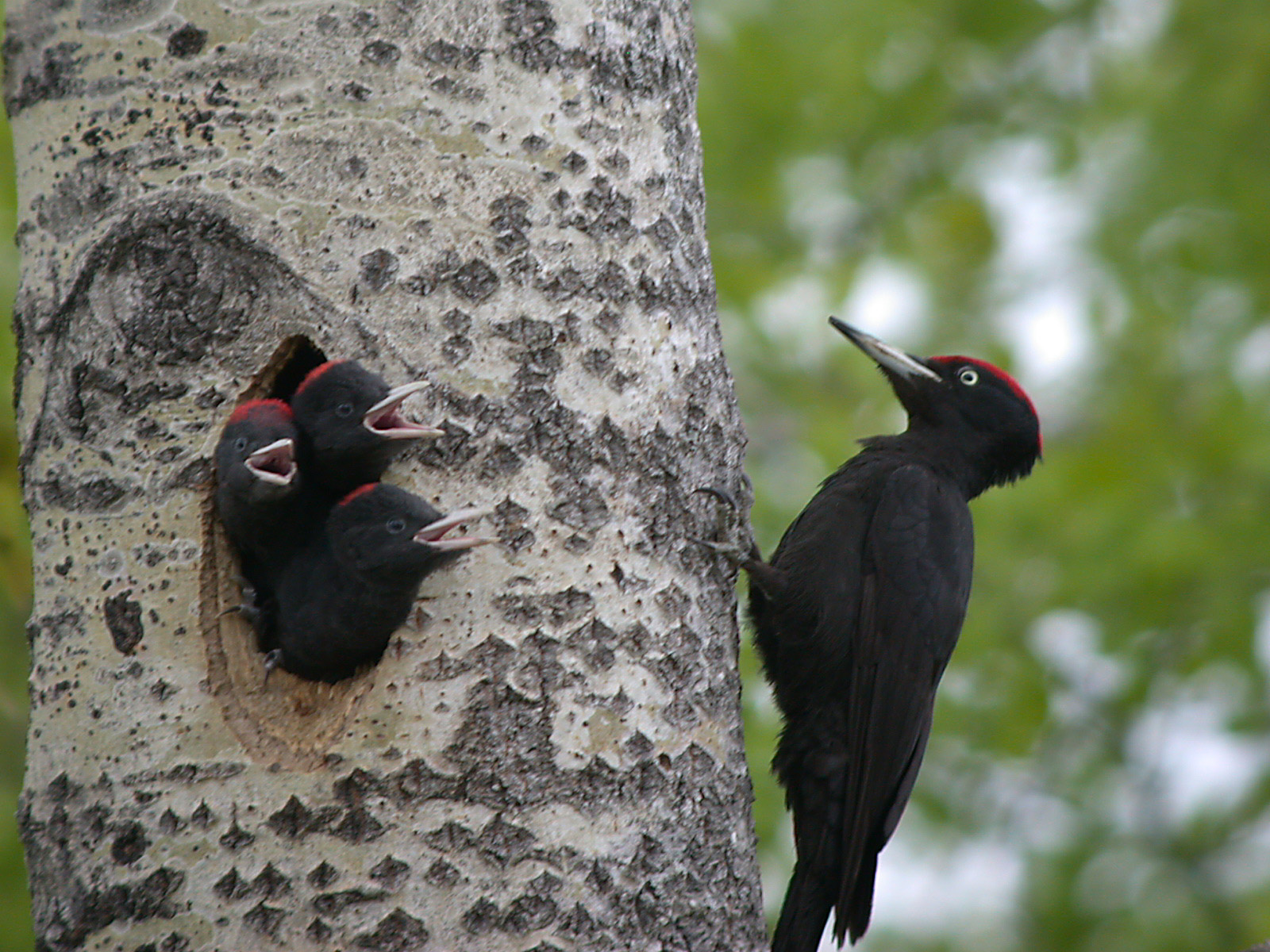
Pic noir

#### Zones nationales d'intérêt écologique, faunistique et floristique

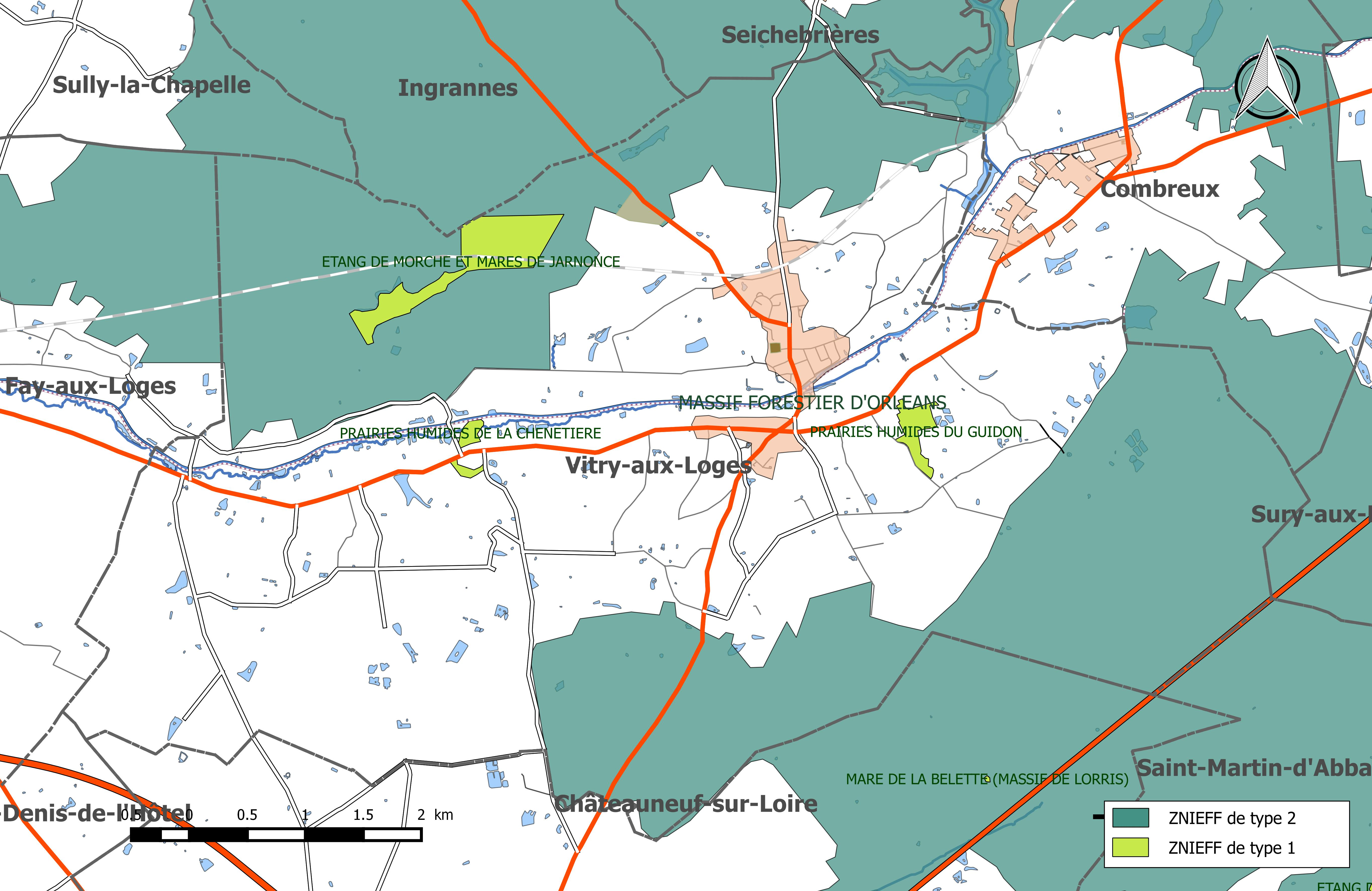
Carte des ZNIEFF de la commune et de ses abords.

L’inventaire des zones naturelles d'intérêt écologique, faunistique et floristique (ZNIEFF) a pour objectif de réaliser une couverture des zones les plus intéressantes sur le plan écologique, essentiellement dans la perspective d’améliorer la connaissance du patrimoine naturel national et de fournir aux différents décideurs un outil d’aide à la prise en compte de l’environnement dans l’aménagement du territoire. Le territoire communal de Vitry-aux-Loges comprend quatre ZNIEFF.
| Désignation                              | Type   | Superficie      | Description |
| ---------------------------------------- | ------ | --------------- | --- |
| « Étang de Morche et mares de Jarnonce » | type 1 | 49,69 hectares  | La zone se situe dans l'extrémité Sud du massif d'Ingrannes, entre les parcelles 700 et 738. Elle est distante de 3,5 km environ du bourg de Vitry-aux-Loges. Son altitude est de 118 m. Il s'agit d'un étang de la forêt domaniale d'Orléans, installé en contexte acide et entouré de chênaies acidiphiles. Le substrat est plutôt vaseux, avec cependant quelques taches sableuses. La diversité des substrats permet le développement de communautés amphibies variées. Six espèces déterminantes, dont une protégée, ont été observées sur le site.                                      |
| « Massif forestier d'Orléans »           | type 2 | 36 086 hectares | La zone s'étend sur 37 communes, dont Vitry-aux-Loges, et se superpose pour la commune à la zone Natura 2000 de même nom. Son altitude varie entre 126 et 174 m. La forêt d'Orléans repose pour l'essentiel sur des terrains de nature comparable à celle des terrains de la Sologne (Burdigalien) épandus sur le coteau de Beauce. Les formations végétales sont donc plutôt acidoclines à acidiphiles avec des secteurs secs et d'autres très humides. L'intérêt dépasse les contours complexes du massif domanial et s'étend également aux lisières et enclaves privées qui le prolongent. |
| « Prairies humides de la Chènetière »    | type 1 | 1,14 hectare    | Cette zone comprend deux prairies situées de part et d'autre de la route départementale 9, s'inscrivant dans l'ample vallon de l'Oussance, entre Fay-aux-Loges et Vitry aux Loges. Son altitude varie entre 110 et 115 m. Ces prairies mésohygrophiles abritent des populations assez importantes d'orchidées protégées. Sont particulièrement bien représentées l'orchis grenouille (Coeloglossum viride), l'orchis de mai (Dactylorhiza fistulosa) et l'orchis à fleurs lâches (Orchis laxiflora).                                                                                          |
| « Prairies humides du Guidon »           | type 1 | 11,01 hectares  | Cette zone est localisée au sud-est du bourg de Vitry-aux-Loges. Son altitude varie entre 122 et 125 m. Le site abrite un ensemble de prairies de fauche oligotrophes acides dont le degré d'humidité varie de mésophile à hygrophile selon la topographie. Ces prairies abritent notamment des populations d'orchis à fleurs lâches (Orchis laxiflora) et d'Orchis grenouille (Dactylorhiza viridis) (espèces protégées en région Centre-Val de Loire), très rare pour cette dernière dans le Loiret.                                                                                        |

## Histoire
Vitry-aux-Loges, par sa position dans la forêt d'Orléans, a constitué un lieu de résidence royale pour la chasse dès l'an mille. En effet, la forêt d'Orléans constitue une forêt royale dans laquelle le fils de Charlemagne, Louis le Débonnaire fut le premier roi à  pratiquer la chasse. Après la destruction des logis royaux lors des invasions normandes, un château féodal est alors construit.
Jules Quicherat le présente de la manière suivante:
« C'était une enceinte palissadée, murée peut être, qui renfermait plusieurs maisons de pierre dominées par une grosse tour carrée… Là pouvaient être convoqués et logés les barons du royaume pour les occasions où le roi, mêlant ses affaires au plaisir, voulait présider en ce lieu les assises de sa cour. »
Henri Ier, roi de France de 1031 à 1060, est mort le 4 août 1060 au château de Vitry-aux-Loges.
La présence de ce château royal a provoqué l'installation de seigneurs recherchant la protection du roi et aussi dans l'espoir de s'en attirer ses bonnes faveurs. On trouve ainsi trois habitations seigneuriales défensives : la Motte, Le Plessis et Vaux.
Durant le haut Moyen Âge, Vitry-sur-Loges constitue le siège de plusieurs juridictions: une châtellenie (mars 1268), une prévôté (fin XIIème) et un bailliage (vers 1184). Les magistrats résidaient dans ces domaines seigneuriaux.
Le 21 février 1987, Jean-Marc Rouillan, Nathalie Ménigon, Joëlle Aubron (1959-2006), et Georges Cipriani, membres de l'organisation terroriste Action directe, ont été arrêtés dans la ferme de la Chênetière.

## Toponymie
Du bas latin Victoriacus. Gentilice Victorius, formé sur le surnom Victor = le vainqueur, et suffixe acus. Victoriacum, avec un o bref qui disparaît, aboutit régulièrement à Victri, Vitri, Vitré ou Vitray.
Aurelianenses sensim dehinc visitat agros, Victriacum villam jam Pius ingreditur, 818 (Ermoldus Nigellus, De rebus gestis Ludovici Pii, Historiens de France, t. VI, p. 43, vers 275-276) ; Vitriacus, XIe siècle (De Ministerio Arnulfi, Pouillé de Sens, p. 323) ; Actum Vitriaci, 1128, 1139 (Archives Départementales du Loiret-H, abbaye de la Cour-Dieu) ; De Vitriaco in Legio, 1190 (Actes de Philippe Auguste, t. 1, p. 380) ; Vitriacum in Logiis, mars 1268 (Mercure de France, septembre 1735, Lettre de saint Louis) ; Vitri, 1299 (Archives Départementales du Loiret-E, seigneurie de Châlette) ; Datum apud Vitriacum in Logio, 19 novembre 1317 (Archives Nationales-JJ 58, fo 2, no 23) ; Vitry, février 1357 (Archives Nationales-JJ 84, no 761, fo 378 vo) ; Vitry au Loge, janvier 1388 (Archives Nationales-JJ 132, no 12, fo 6) ; Vitry, septembre 1412 (Archives Nationales-JJ 166, no 372, fo 243 vo) ; Vitry aux Loges, octobre 1442 (Archives Nationales-JJ 176, no 242, fo 191) ; Vitry, 1740 (Bibliothèque Municipale d’Orléans, Ms 995, fo 267) ; Vitry aux Loges, XVIIIe siècle (Carte de Cassini).
Selon certains : Loges = nom primitif de la forêt d'Orléans. Clairière de défrichement dans la forêt de d’Orléans.
Le toponyme « Loges » remonte au Moyen Âge, époque des grands travaux de déforestation (surtout entre le XIe et XIIIe siècles). Dans la France médiévale, on appelait « loge » une hutte ou une cabane couverte de feuillages qui constituait une habitation temporaire pour des bûcherons, des défricheurs de forêts. Ce pouvait être aussi un abri pour des ouvriers employés à la construction d’un château. On désignait aussi sous ce terme de petits édifices précaires construits par les cultivateurs pour abriter certaines récoltes ou du matériel agricole. Le terme dérive du francique laubja (=cabane), la racine se trouve dans le mot d’allemand moderne Laube (=tonnelle). Dans l'Orléanais on appelle également parfois loge une forêt non continue où certains bois forment des massifs (en entend parler parfois de forêt des loges), mais ce terme vient du francique leadiga (=[forêt] publique, n’appartenant pas au seigneur).
Entre le XIe et XIIIe siècles, les seigneurs poussèrent en effet les paysans à défricher forêts et terres incultes afin d’augmenter la production agricole. Les champs gagnés sur la forêt, pleins d’humus, et fertilisés par les cendres des arbres abattus et brûlés, avaient des rendements plus importants que les autres.
La loge ou cul-de-loup est en fait le nom donné à l'habitat précaire des bûcherons qui vivaient sur leur lieu de travail.
On fête d'ailleurs cet héritage durant la foire des loges, où une loge est reconstituée afin que chaque Vitriote puisse se replonger dans l'histoire du village.[réf. nécessaire]

## Héraldique
| Blason de Vitry-aux-Loges | Les armes de Vitry-aux-Loges se blasonnent ainsi : D'or à la loge forestière de gueules soutenue de deux branches de chêne de sinople, les pointes passées en sautoir. |

## Urbanisme

### Typologie
Au 1er janvier 2024, Vitry-aux-Loges est catégorisée commune rurale à habitat dispersé, selon la nouvelle grille communale de densité à sept niveaux définie par l'Insee en 2022.
Elle est située hors unité urbaine. Par ailleurs la commune fait partie de l'aire d'attraction d'Orléans, dont elle est une commune de la couronne,. Cette aire, qui regroupe 136 communes, est catégorisée dans les aires de 200 000 à moins de 700 000 habitants,.

### Occupation des sols
L'occupation des sols de la commune, telle qu'elle ressort de la base de données européenne d’occupation biophysique des sols Corine Land Cover (CLC), est marquée par l'importance des forêts et milieux semi-naturels (55,9 % en 2018), une proportion sensiblement équivalente à celle de 1990 (55,6 %). La répartition détaillée en 2018 est la suivante : 
forêts (54,2 %), prairies (22,9 %), terres arables (12,3 %), zones agricoles hétérogènes (5,3 %), zones urbanisées (3,4 %), milieux à végétation arbustive et/ou herbacée (1,7 %), espaces verts artificialisés, non agricoles (0,3 %).
L'évolution de l’occupation des sols de la commune et de ses infrastructures peut être observée sur les différentes représentations cartographiques du territoire : la carte de Cassini (XVIIIe siècle), la carte d'état-major (1820-1866) et les cartes ou photos aériennes de l'IGN pour la période actuelle (1950 à aujourd'hui).

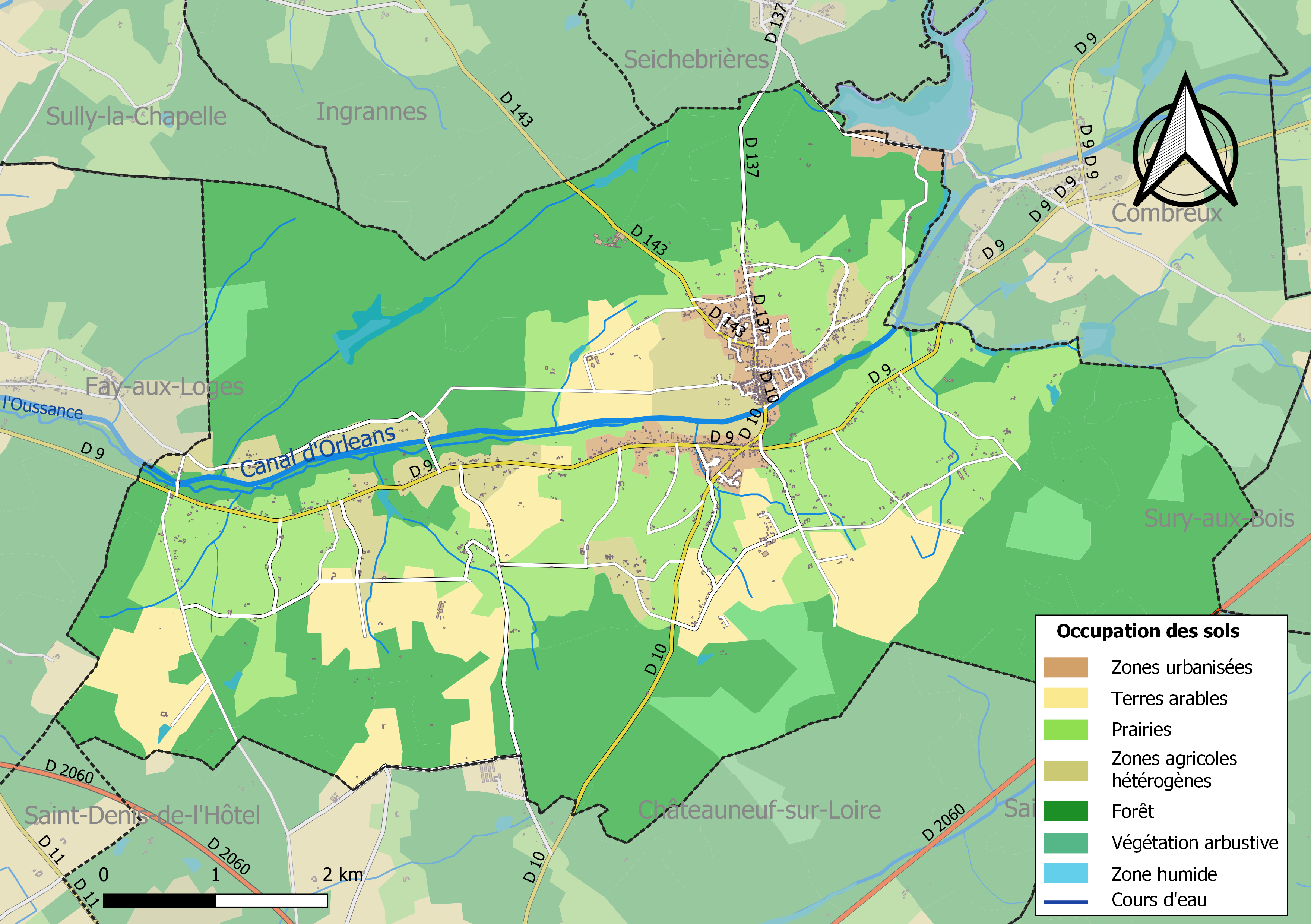
Carte des infrastructures et de l'occupation des sols de la commune en 2018 (CLC).
Carte orthophotographique de la commune en 2016.

### Planification

#### Plan local d'urbanisme
La commune prescrit l'élaboration d'un plan d'occupation des sols en juin 1984. Le document est approuvé en novembre 1988 puis révisé en mai 1995. La loi relative à la solidarité et au renouvellement urbains du 13 décembre 2000, dite loi SRU, complétée par la loi urbanisme et habitat du 2 juillet 2003, marque une évolution de la planification urbaine en créant notamment les plans locaux d’urbanisme (PLU), vecteurs de projets de territoire, appelés à se substituer progressivement aux plans d’occupation des sols. Le PLU contient deux éléments nouveaux par rapport au POS : le plan d'aménagement et de développement durable (PADD), qui exprime le projet de la ville par des orientations générales en matière d'urbanisme, de développement, d'équipement et de préservation de l'environnement et les orientations d'aménagement et de programmation (OAP) qui correspondent à des zooms qui peuvent porter sur des quartiers ou secteurs à mettre en valeur, réhabiliter, restructurer ou aménager, ou sur l'aménagement d'un espace public, etc. Dans ce cadre le conseil municipal prescrit la révision du Plan d’occupation des sols et sa transformation en plan local d'urbanisme le 18 décembre 2015,.

#### Documents d'orientations intercommunaux
La commune est membre du pays Forêt d'Orléans - Val de Loire, qui regroupe 32 communes. En 2012 les Pays Forêt d'Orléans Val de Loire, Loire Beauce et Sologne Val-sud sont les seuls territoires du département du Loiret ne disposant pas de schéma de cohérence territoriale (SCoT). Compte tenu  de l'intérêt de cet outil pour l'avenir des territoires, les élus de ces pays décident d'engager une démarche commune d'élaboration de SCoT. Le comité syndical du Pays Forêt d'Orléans - Val de Loire décide de prendre le 8 octobre 2015 la compétence « élaboration, gestion et suivi du Schéma de Cohérence Territoriale » et, après avis favorable conforme des différentes communes membres (le 20 novembre 2015 pour Vitry-aux-Loges), le préfet approuve la modification des statuts en ce sens le 19 février 2016. Les trois SCoT sont lancés officiellement et simultanément à La Ferté-Saint-Aubin le 21 juin 2014, l'assistance à maîtrise d'ouvrage étant confiée à un seul bureau d'études. Après étude et concertation de 2014 à 2017, le document doit être approuvé en 2018.

### Voies de communication et transports

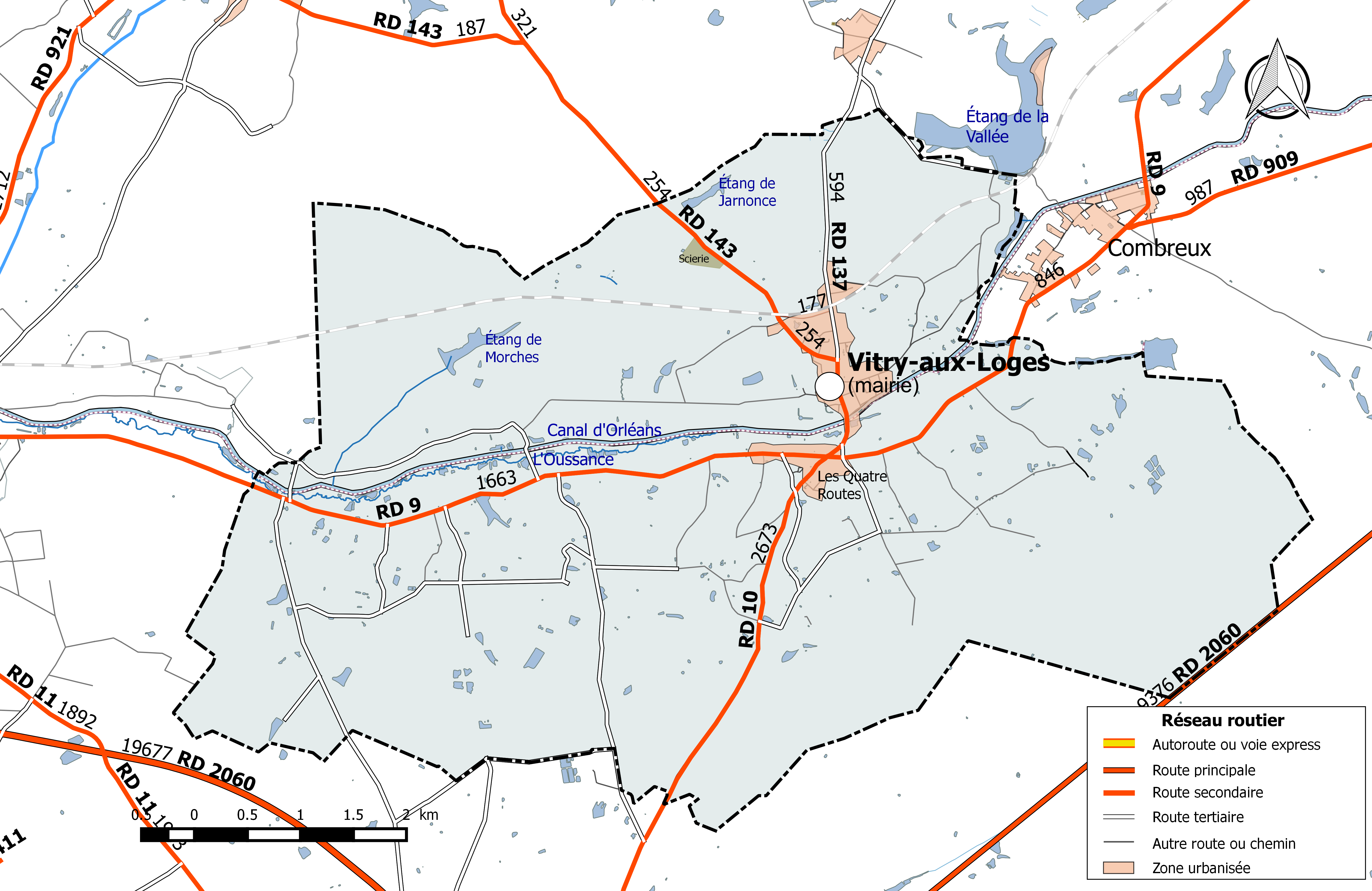
Réseau routier principal de la commune de Vitry-aux-Loges (avec indication du trafic routier 2014).

#### Infrastructures routières
La commune est traversée par quatre routes départementales : la RD 9 (1 663 véhicules/jour), qui relie Fay-aux-Loges à Auxy, la RD 10 (2 673 véhicules/jour), qui relie le centre-bourg à Châteauneuf-sur-Loire, la RD 137 (594 véhicules/jour), qui le relie à Nibelle, et la RD 143 (254 véhicules/jour) qui le relie le Sully-la-Chapelle.
Complétant ces voies, la commune est sillonnée de plusieurs voies communales et chemins ruraux  desservant ses fermes et hameaux et les bourgs environnants.

#### Transports en commun
En 2016, la commune est desservie par la ligne no 17 du réseau Ulys, le réseau interurbain de transport par autocar du Conseil départemental du Loiret. Cette ligne, qui relie Beaune-la-Rolande à Orléans, propose un nombre de dessertes variable en fonction des jours ouvrables de la semaine. Des correspondances SNCF sont assurées dans la  gare d'Orléans. À compter du 1er janvier 2017, la compétence des services de transports routiers interurbains, réguliers et à la demande est transférée des départements aux régions, et donc localement du département du Loiret à la région Centre-Val de Loire, consécutivement à la loi NOTRe du 7 août 2015.

### Risques majeurs
La commune de Vitry-aux-Loges est vulnérable à différents aléas naturels : climatiques (hiver exceptionnel ou canicule), mouvements de terrains ou sismique (sismicité très faible). Elle est également exposée à un risque technologique : le risque de transport de matières dangereuses. 
Entre 1989 et 2019, onze arrêtés ministériels ayant porté reconnaissance de catastrophe naturelle ont été pris pour le territoire de la commune  : six  pour des inondations et coulées de boues et cinq pour des mouvements de terrains.

#### Risques naturels
Le territoire de la commune peut être concerné par un risque d'effondrement de cavités souterraines non connues. Une cartographie départementale de l'inventaire des cavités souterraines et des désordres de surface a été réalisée. Il a été recensé sur la commune plusieurs effondrements de cavités.
Par ailleurs, le sol du territoire communal peut faire l'objet de mouvements de terrain liés à la sécheresse. Le phénomène de retrait-gonflement des argiles est la conséquence d'un changement d'humidité des sols argileux. Les argiles sont capables de fixer l'eau disponible mais aussi de la perdre en se rétractant en cas de sécheresse. Ce phénomène peut provoquer des dégâts très importants sur les constructions (fissures, déformations des ouvertures) pouvant rendre inhabitables certains locaux. Celui-ci a particulièrement affecté le Loiret après la canicule de l'été 2003. Une grande partie du territoire de la commune est exposée à un aléa « fort » face à ce risque, selon l'échelle définie par le Bureau de recherches géologiques et minières (BRGM).
Depuis le 22 octobre 2010, la France dispose d’un nouveau zonage sismique divisant le territoire national en cinq zones de sismicité croissante. La commune, à l’instar de l’ensemble du département,  est concernée par un risque très faible.

#### Risques technologiques
La commune est exposée au risque de transport de matières dangereuses, en raison du passage sur son territoire d'itinéraires routiers structurants supportant un fort trafic (la route départementale D2060),.

## Politique et administration

### Découpage territorial

#### Bloc communal: commune et intercommunalités
La paroisse de Vitry-aux-Loges acquiert le statut de municipalité avec le  décret du 12 novembre 1789 de l'Assemblée Nationale puis celui de « commune », au sens de l'administration territoriale actuelle, par le décret de la Convention nationale du 10 brumaire an II (31 octobre 1793). Il faut toutefois attendre la loi du 5 avril 1884 sur l'organisation municipale pour qu'un régime juridique uniforme soit défini pour toutes les communes de France, point de départ de l’affirmation progressive des communes face au pouvoir central.
Aucun événement de restructuration majeure du territoire, de type suppression, cession ou réception de territoire, n'a affecté la commune depuis sa création.
La commune est membre de la Communauté de communes des Loges depuis sa création le 24 décembre 1996.

#### Circonscriptions de rattachement
Sous l'Ancien Régime, à la veille des États généraux de 1789, la paroisse de Vitry-aux-Loges était rattachée sur le plan ecclésiastique à l'ancien diocèse d'Orléans, sur le plan judiciaire au bailliage d'Orléans , sur le plan militaire au gouvernement d'Orléans et sur le plan administratif à la généralité d'Orléans, élection d'Orléans et au grenier à sel de Châteauneuf.
La loi du 22 décembre 1789 divise le pays en 83 départements découpés chacun en six à neuf districts eux-mêmes découpés en cantons regroupant des communes. Les districts, tout comme les départements, sont le siège d’une administration d’État et constituent à ce titre des circonscriptions administratives. La commune de Vitry-aux-Loges est alors incluse dans le canton de Vitry-aux-Loges, le district de Boiscommun et le département du Loiret.
La recherche d’un équilibre entre la volonté d’organiser une administration dont les cadres permettent l’exécution et le contrôle des lois d’une part, et la volonté d’accorder une certaine autonomie aux collectivités de base (paroisses, bourgs, villes) d’autre part, s’étale de 1789 à 1838. Les découpages territoriaux évoluent ensuite au gré des réformes visant à décentraliser ou recentraliser l'action de l'État. La régionalisation fonctionnelle des services de l'État (1945-1971) aboutit à la création de régions. L'acte I de la décentralisation de 1982-1983 constitue une étape importante en donnant l'autonomie aux collectivités territoriales, régions, départements et communes. L'acte II intervient en 2003-2006, puis l'acte III en 2012-2015.
Le tableau suivant présente les rattachements, au niveau infra-départemental, de la commune de Vitry-aux-Loges aux différentes circonscriptions administratives et électorales ainsi que l'historique de l'évolution de leurs territoires.
| Circonscription             | Nom                   | Période   | Type                         | Évolution du découpage territorial |
| --------------------------- | --------------------- | --------- | ---------------------------- | --- |
| District                    | Boiscommun            | 1790-1795 | Administrative               | La commune est rattachée au district de Boiscommun de 1790 à 1795,. La Constitution du 5 fructidor an III, appliquée à partir de vendémiaire an IV (1795) supprime les districts, rouages administratifs liés à la Terreur, mais maintient les cantons qui acquièrent dès lors plus d'importance. |
| Canton                      | Vitry aux Loges       | 1790-1801 | Administrative et électorale | Le 10 février 1790, la municipalité de Vitry aux Loges est rattachée au canton de Vitry aux Loges,. Les cantons sont supprimés, en tant que découpage administratif, par une loi du 26 juin 1793, et ne conservent qu'un rôle électoral. Ils permettent l’élection des électeurs du second degré chargés de désigner les députés. Les cantons acquièrent une fonction administrative avec la disparition des districts en 1795. |
| Canton                      | Châteauneuf           | 1801-2015 | Administrative et électorale | Sous le Consulat, un redécoupage territorial visant à réduire le nombre de justices de paix ramène le nombre de cantons dans le Loiret de 59 à 31. Vitry aux Loges est alors rattachée par arrêté du 9 vendémiaire an X (30 septembre 1801) au canton de Châteauneuf, sous le nom de Vitry-aux-Loges,. |
| Canton                      | Châteauneuf-sur-Loire | 2015-     | Électorale                   | La loi du 17 mai 2013 et ses décrets d'application publiés en février et mars 2014 introduisent un nouveau découpage territorial pour les élections départementales. La commune est alors rattachée au nouveau canton de Châteauneuf-sur-Loire. Depuis cette réforme, plus aucun service de l'État n'exerce sa compétence sur un territoire s'appuyant sur le nouveau découpage cantonal. Le canton a disparu en tant que circonscription administrative de l'État ; il est désormais uniquement une circonscription électorale dédiée à l'élection d'un binôme de conseillers départementaux siégeant au conseil départemental. |
| Arrondissement              | Orléans               | 1801-     | Administrative               | Vitry-aux-Loges est rattachée à l'arrondissement d'Orléans depuis sa création en 1801,. |
| Circonscription législative | 6e circonscription    | 2010-     | Électorale                   | Lors du découpage législatif de 1986, le nombre de circonscriptions législatives passe dans le Loiret de 4 à 5. Un nouveau redécoupage intervient en 2010 avec la loi du 23 février 2010. En attribuant un siège de député « par tranche » de 125 000 habitants, le nombre de circonscriptions par département varie désormais de 1 à 21,. Dans le Loiret, le nombre de circonscriptions passe de cinq à six. Vitry-aux-Loges, initialement rattachée à la troisième circonscription, est, après 2010, rattachée à la sixième circonscription.                                                                                   |

#### Collectivités de rattachement
La commune de Vitry-aux-Loges est rattachée au département du Loiret et à la région Centre-Val de Loire, à la fois circonscriptions administratives de l'État et collectivités territoriales.

### Politique et administration municipales

#### Conseil municipal et maire
Depuis les élections municipales de 2014, le conseil municipal  de Vitry-aux-Loges, commune de plus de 1 000 habitants, est élu au scrutin proportionnel de liste à deux tours (sans aucune modification possible de la liste),  pour un mandat de six ans renouvelable. Il est composé de 19 membres. L'exécutif communal est constitué par le maire, élu par le conseil municipal, parmi ses membres, pour un mandat de six ans, c'est-à-dire pour la durée du mandat du conseil. Jean-Claude Naizondard est maire depuis 2001.
| Période                                  | Période  | Identité               | Étiquette | Qualité             |
| ---------------------------------------- | -------- | ---------------------- | --------- | ------------------- |
| Les données manquantes sont à compléter. |          |                        |           |                     |
| an II                                    | an IV    | Joseph Lebert          |           |                     |
| 1852                                     | 1861     | Théobald de Beauregard |           |                     |
| 1862                                     | 1874     | Théobald de Beauregard |           |                     |
| Les données manquantes sont à compléter. |          |                        |           |                     |
| 1881                                     | 1900     | Auguste Soret          |           |                     |
| Les données manquantes sont à compléter. |          |                        |           |                     |
| 1918                                     | 1943     | Octave Dupont          |           |                     |
| Les données manquantes sont à compléter. |          |                        |           |                     |
| 1965                                     | 1989     | Henri Deschamps        |           |                     |
| 1989                                     | 1995     | André Cheron           |           |                     |
| 1995                                     | 2001     | André Brun             |           |                     |
| 2001                                     | 2020     | Jean-Claude Naizondard | DVD       | Navigant Air France |
| 2020                                     | En cours | Arnaud de Beauregard   |           |                     |

## Équipements et services

### Environnement

#### Gestion des déchets
En  2016, la commune est membre du SICTOM de la région de Châteauneuf-sur-Loire, créé en 1976. Celui-ci assure la collecte et le traitement des ordures ménagères résiduelles, des emballages ménagers recyclables  et des encombrants en porte à porte et du verre en points d’apport volontaire. Un réseau de dix déchèteries, dont une est située sur le territoire communal, accueille les encombrants et autres déchets spécifiques (déchets verts, déchets dangereux, gravats, ferraille, cartons…).L'élimination et la valorisation énergétique des déchets ménagers et de ceux issus de la collecte sélective sont effectuées par le SYCTOM de Gien-Châteauneuf-sur-Loire qui comprend un centre de transfert de déchets ménagers et un centre de stockage de déchets ultimes (CSDU) de classe II à Saint-Aignan-des-Gués ainsi qu'une usine d’incinération des ordures ménagères à Gien-Arrabloy.
Depuis le 1er janvier 2017, la « gestion des déchets ménagers » ne fait plus partie des compétences de la commune mais est une compétence obligatoire de la communauté de communes des Loges en application de la loi NOTRe du 7 août 2015.

#### Production et distribution d'eau
Le service public d’eau potable est une compétence obligatoire des communes depuis l’adoption de la loi du 30 décembre 2006 sur l’eau et les milieux aquatiques. Au 31 décembre 2016, la production et la distribution de l'eau potable sur le territoire communal sont assurées par la commune elle-même.
La loi NOTRe du 7 août 2015 prévoit que le transfert des compétences « eau et assainissement » vers les communautés de communes sera obligatoire à compter du 1er janvier 2020. Le transfert d’une compétence entraîne de facto la mise à disposition gratuite de plein droit des biens, équipements et services publics utilisés, à la date du transfert, pour l'exercice de ces compétences et la substitution de la communauté dans les droits et obligations des communes,.

#### Assainissement
La compétence assainissement, qui recouvre obligatoirement la collecte, le transport et l’épuration des eaux usées, l’élimination des boues produites, ainsi que le contrôle des raccordements aux réseaux publics de collecte, est assurée  par la commune elle-même.
La commune est raccordée à une station d'épuration située sur le territoire communal, mise en service le 1er septembre 2007 et dont la capacité nominale de traitement est de  1 883 EH, soit 460 m3/jour. Cet équipement utilise un procédé d'épuration biologique dit « à boues activées ». Son exploitation est assurée par Vitry-aux-Loges,.
L’assainissement non collectif (ANC) désigne les installations individuelles de traitement des eaux domestiques qui ne sont pas desservies par un réseau public de collecte des eaux usées et qui doivent en conséquence traiter elles-mêmes leurs eaux usées avant de les rejeter dans le milieu naturel. En 2016, la communauté de communes des Loges assure le service public d'assainissement non collectif (SPANC), qui a pour mission de vérifier la bonne exécution des travaux de réalisation et de réhabilitation, ainsi que le bon fonctionnement et l’entretien des installations,.

## Population et société

### Démographie
L'évolution du nombre d'habitants est connue à travers les recensements de la population effectués dans la commune depuis 1793. Pour les communes de moins de 10 000 habitants, une enquête de recensement portant sur toute la population est réalisée tous les cinq ans, les populations de référence des années intermédiaires étant quant à elles estimées par interpolation ou extrapolation. Pour la commune, le premier recensement exhaustif entrant dans le cadre du nouveau dispositif a été réalisé en 2007.
En 2022, la commune comptait 2 212 habitants, en évolution de +4,24 % par rapport à 2016 (Loiret : +1,89 %, France hors Mayotte : +2,11 %).
| 1793  | 1800  | 1806  | 1821  | 1831  | 1836  | 1841  | 1846  | 1851  |
| ----- | ----- | ----- | ----- | ----- | ----- | ----- | ----- | ----- |
| 1 050 | 1 159 | 1 021 | 1 048 | 1 106 | 1 216 | 1 213 | 1 277 | 1 287 |

| 1856  | 1861  | 1866  | 1872  | 1876  | 1881  | 1886  | 1891  | 1896  |
| ----- | ----- | ----- | ----- | ----- | ----- | ----- | ----- | ----- |
| 1 314 | 1 315 | 1 441 | 1 467 | 1 512 | 1 525 | 1 537 | 1 585 | 1 514 |

| 1901  | 1906  | 1911  | 1921  | 1926  | 1931  | 1936  | 1946  | 1954  |
| ----- | ----- | ----- | ----- | ----- | ----- | ----- | ----- | ----- |
| 1 474 | 1 439 | 1 392 | 1 316 | 1 317 | 1 230 | 1 123 | 1 226 | 1 168 |

| 1962  | 1968  | 1975  | 1982  | 1990  | 1999  | 2006  | 2007  | 2012  |
| ----- | ----- | ----- | ----- | ----- | ----- | ----- | ----- | ----- |
| 1 176 | 1 187 | 1 357 | 1 518 | 1 622 | 1 724 | 1 814 | 1 827 | 1 900 |

| 2017  | 2022  | - | - | - | - | - | - | - |
| ----- | ----- | - | - | - | - | - | - | - |
| 2 185 | 2 212 | - | - | - | - | - | - | - |

## Économie
La scierie Barillet exploite la forêt dans le massif d'Ingrannes.

## Culture locale et patrimoine

### Lieux et monuments
- Le bief de Vitry-aux-Loges du canal d'Orléans.
- Le château de Vaux - XVe siècle - privé.
- Le château de la Motte (d) — privé[102]
- Le château du Plessis-Loiret.
- Église Saint-Médard (XVe siècle - retable du XVIIe siècle).

### Personnalités liées à la commune
- Henri Ier (roi de France), y décède en 1060.
- Frédéric Vitoux, écrivain et académicien français, est né en 1944 dans la commune.

## Vie pratique
- Des panneaux indiquent des chemins plus forestiers que les routes principales, pour aller notamment à Fay-aux-Loges (« Fay-aux-Loges par la forêt » par la route de Nestin) et à Ingrannes.
- La ferme équestre du K rouge propose des activités touristiques dans la forêt d'Orléans.
- La fête des Loges.
- Hôtel, restaurant sont présents dans le village.
- Deux campings (excentrés).
- Pharmacie, infirmerie certains jours, boulangers, médecin, presse.

## Littérature
Dans Les Nouvelles Enquêtes de Maigret, Georges Simenon situe sa nouvelle Les larmes de bougie à Vitry-aux-Loges.